# Ambasada Indonezji przy Stolicy Apostolskiej
Ambasada Republiki Indonezji przy Stolicy Apostolskiej (indonez. Kedutaan Besar Republik Indonesia Untuk Takhta Suci Vatican) – misja dyplomatyczna Republiki Indonezji przy Stolicy Apostolskiej. Ambasada mieści się w Rzymie.

## Struktura placówki
- Wydział ds. społeczno-kulturalnych i politycznych
- Wydział Informacji, Protokołu i Spraw Konsularnych
- Referat łączności
- Referat administracyjny

Attaché eklezjalnym ambasady jest Polak o. Sylwester Pająk SVD.

## Historia
Indonezja nawiązała stosunki dyplomatyczne ze Stolicą Apostolską 25 maja 1950.